# Odaiba
Odaiba (jap. お台場) – duża, sztuczna wyspa w Zatoce Tokijskiej w Japonii, połączona mostem Rainbow Bridge z centrum Tokio.

## Historia
Wyspa została utworzona z małych, sztucznych wysp zbudowanych jako forty (daiba) dla celów obronnych w latach 50. XIX wieku, aby chronić Edo (obecne Tokio) przed możliwymi atakami z morza, a zwłaszcza w odpowiedzi na przybycie amerykańskich okrętów komodora Matthew Perry’ego (1794–1858).
Sto lat później wysepki zostały połączone w większe wyspy utworzone poprzez masowy wysyp śmieci i odpadów. Albowiem w latach 80. XX w. Tokyo Metropolitan Government (TMG) (jap. 東京都庁 Tōkyōto-chō) zaczął planować zagospodarowywanie terenu zatoki. Wobec stale rosnącego zapotrzebowania na przestrzeń biurową, początkowy plan zakładał budowę biurowców, jednak po interwencji rządu w planach uwzględniono również cele mieszkaniowe, handlowe i rozrywkowe. W ramach realizacji projektu Tōkyō Rinkai (ang. „Tokyo Waterfront”) tereny Odaiby znacznie rozbudowano. Wyspa została połączona z miastem mostem Rainbow Bridge.
W drugiej połowie lat 90., kiedy otwarto kilka hoteli, centrów handlowych i automatyczną linię kolejową Yurikamome, Odaiba stała się jedną z najpopularniejszych atrakcji turystycznych Tokio z szerokim wyborem sklepów, restauracji i rozrywek. Znajdują się tu m.in.: centrum handlowe Decks Tokyo Beach, przed którym stoi replika Statuy Wolności, kompleks sklepowo-rozrywkowy Palette Town, centrum handlowe Aquacity Odaiba, Telecom Center, Museum of Maritime Science, National Museum of Emerging Science and Innovation (Miraikan), międzynarodowe centrum wystawowe Tokyo Big Sight, salon wystawowy Panasonic Center, park tematyczny Oedo Onsen Monogatari oraz charakterystyczny gmach Fuji TV projektu Kenzō Tange (1913–2005).
Administracyjnie Odaiba podzielona jest między dwie dzielnice: Kōtō i Minato.

## Galeria

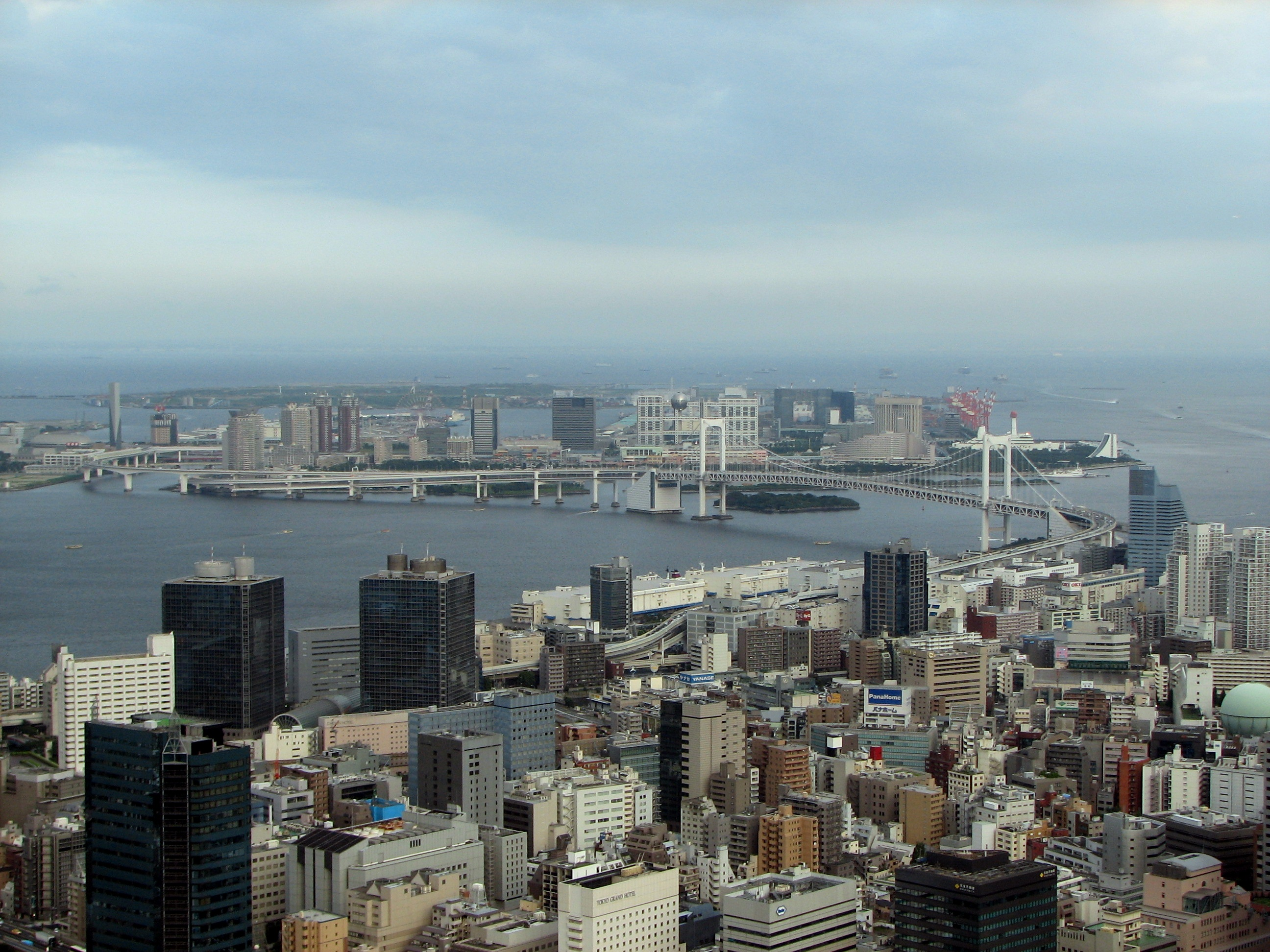
Widok Odaiby z Tokyo Tower
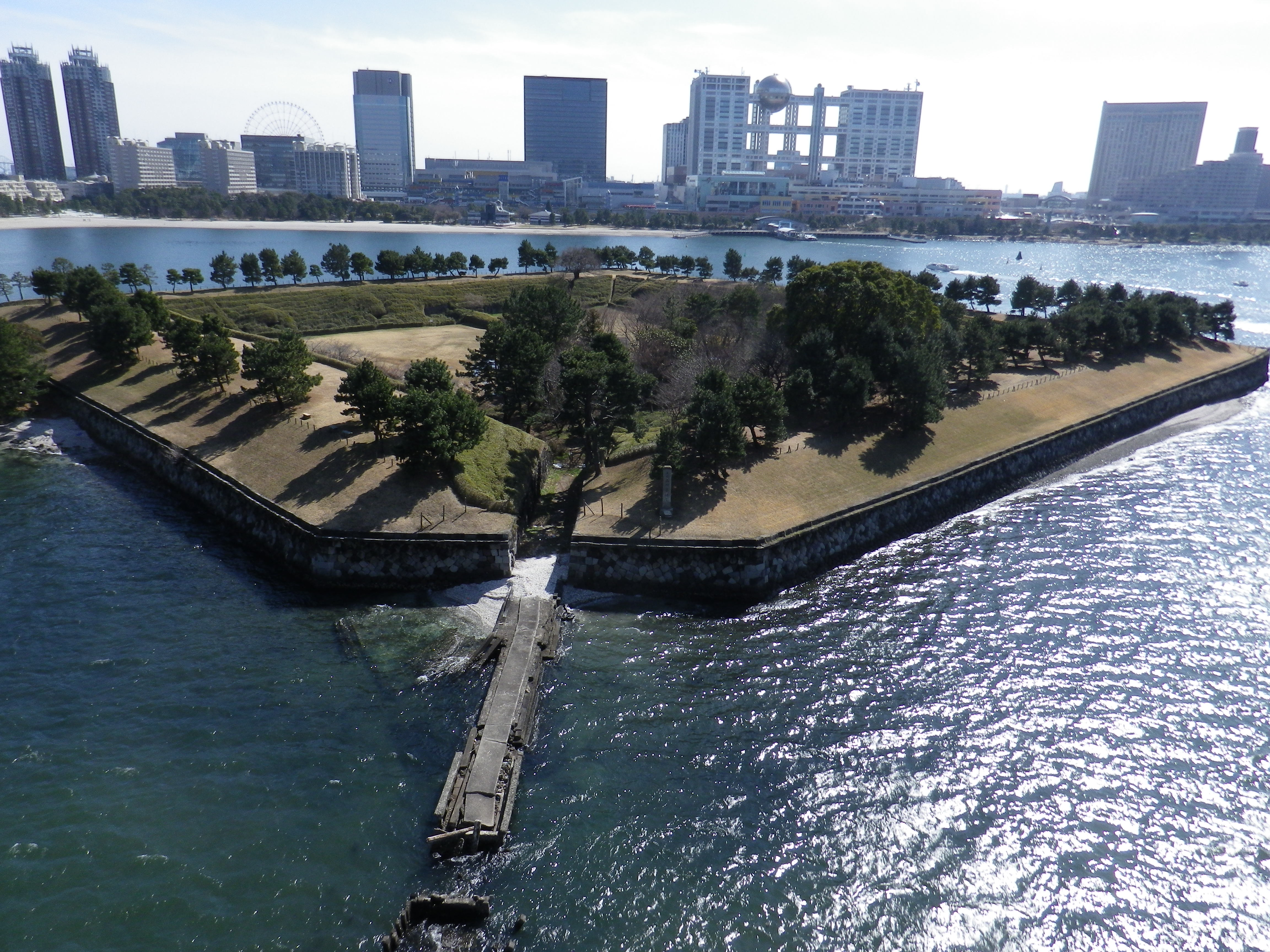
Jeden z dawnych fortów
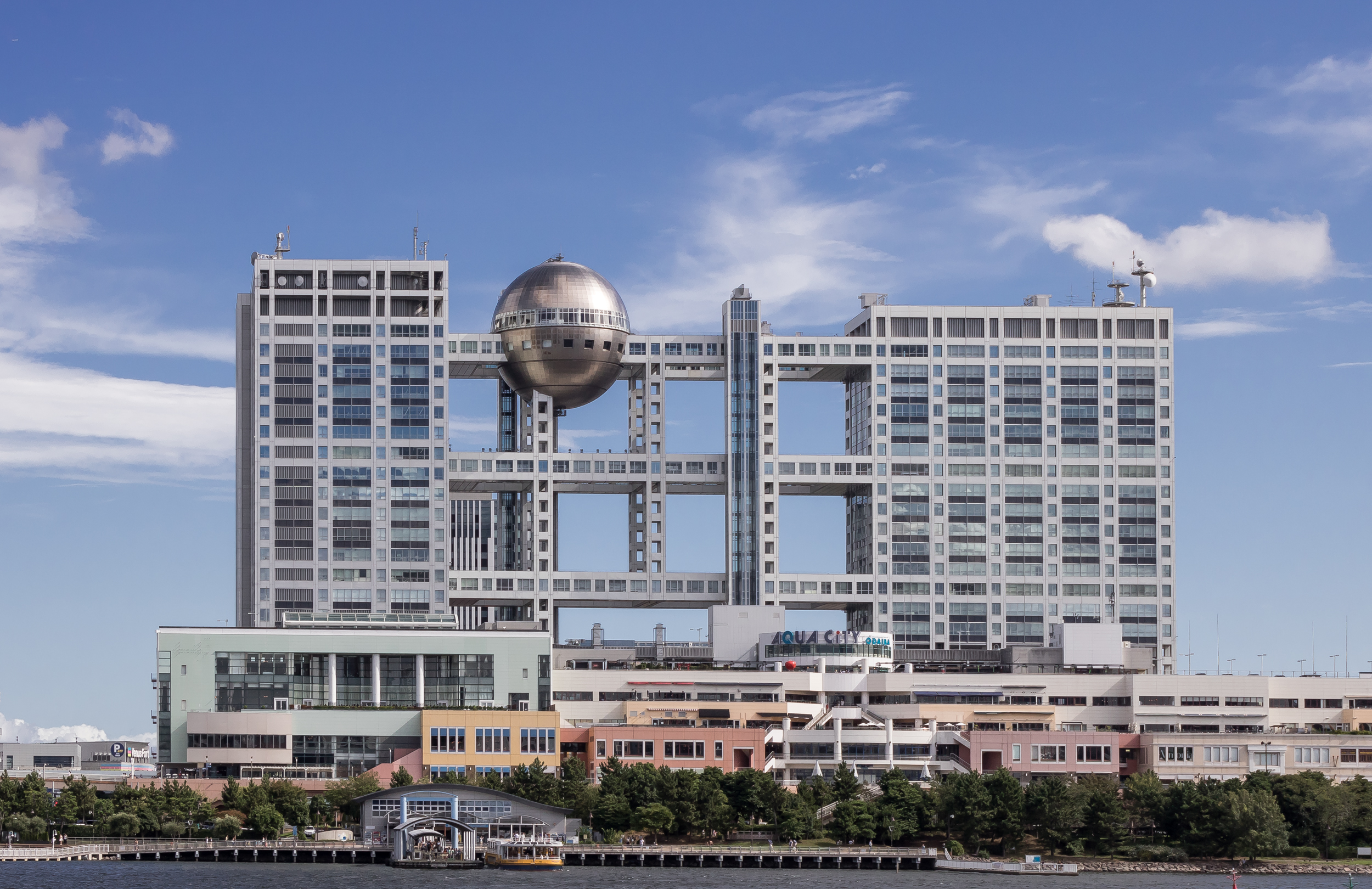
Fuji TV
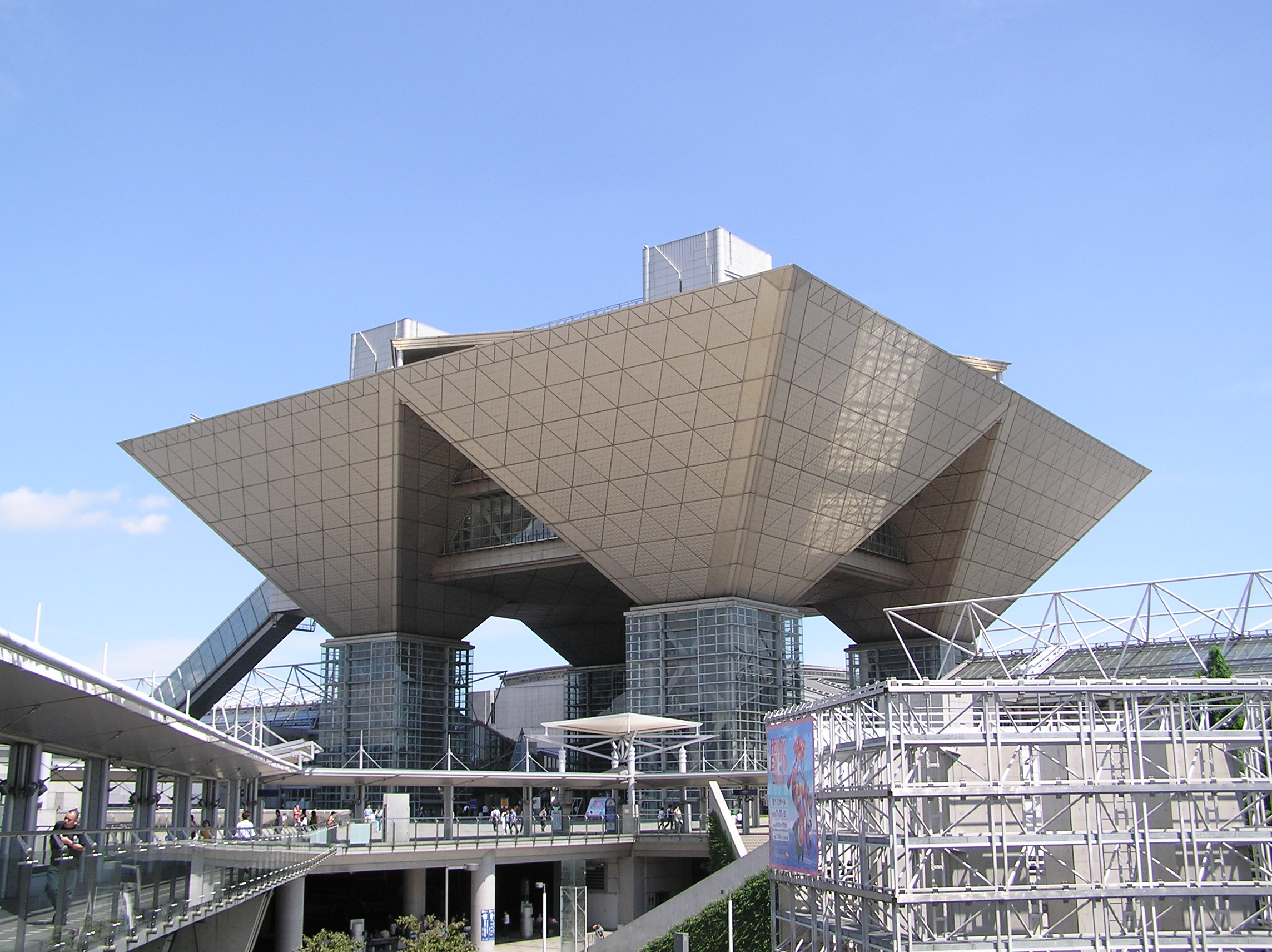
Tokyo Big Sight
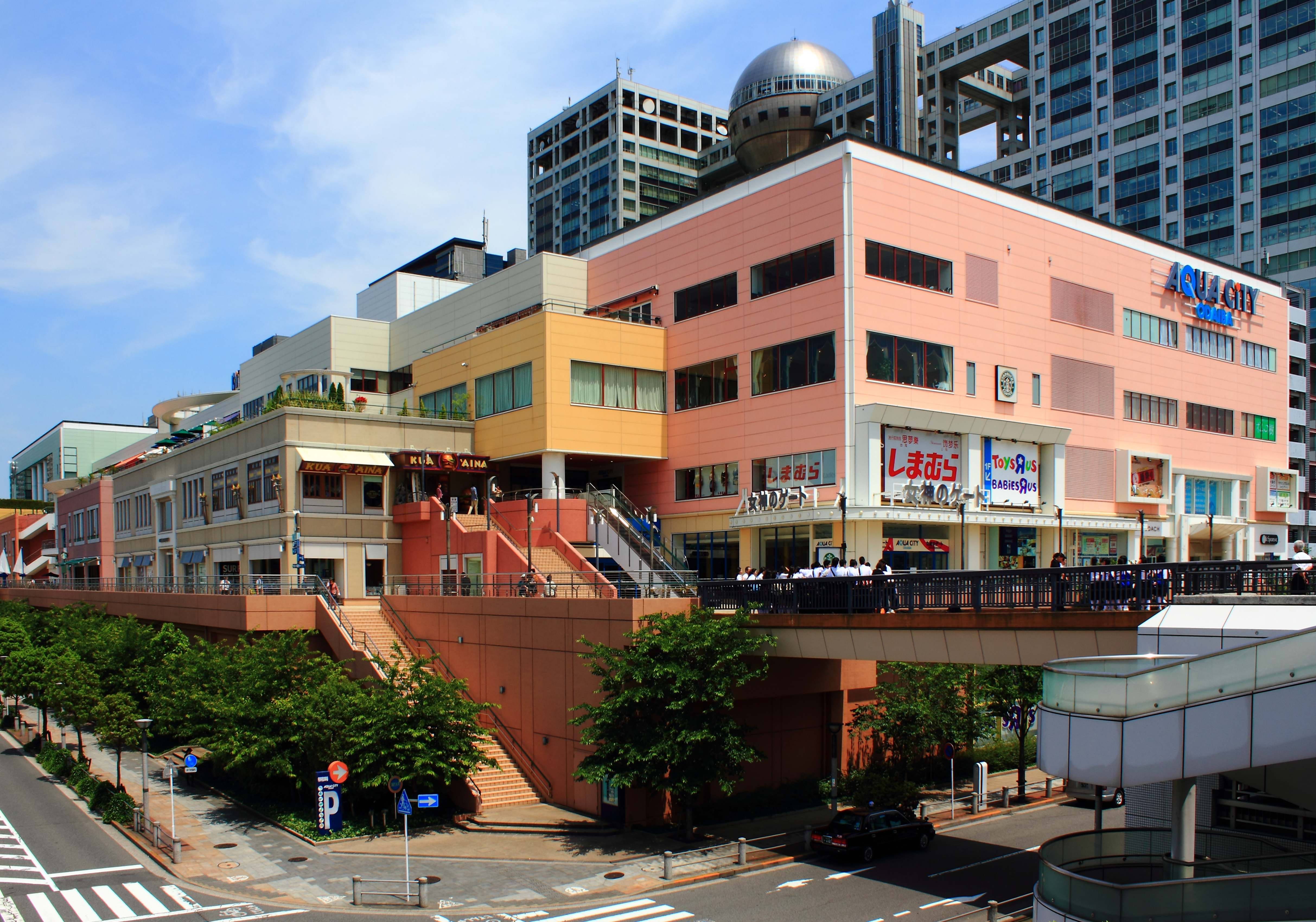
Aqua City
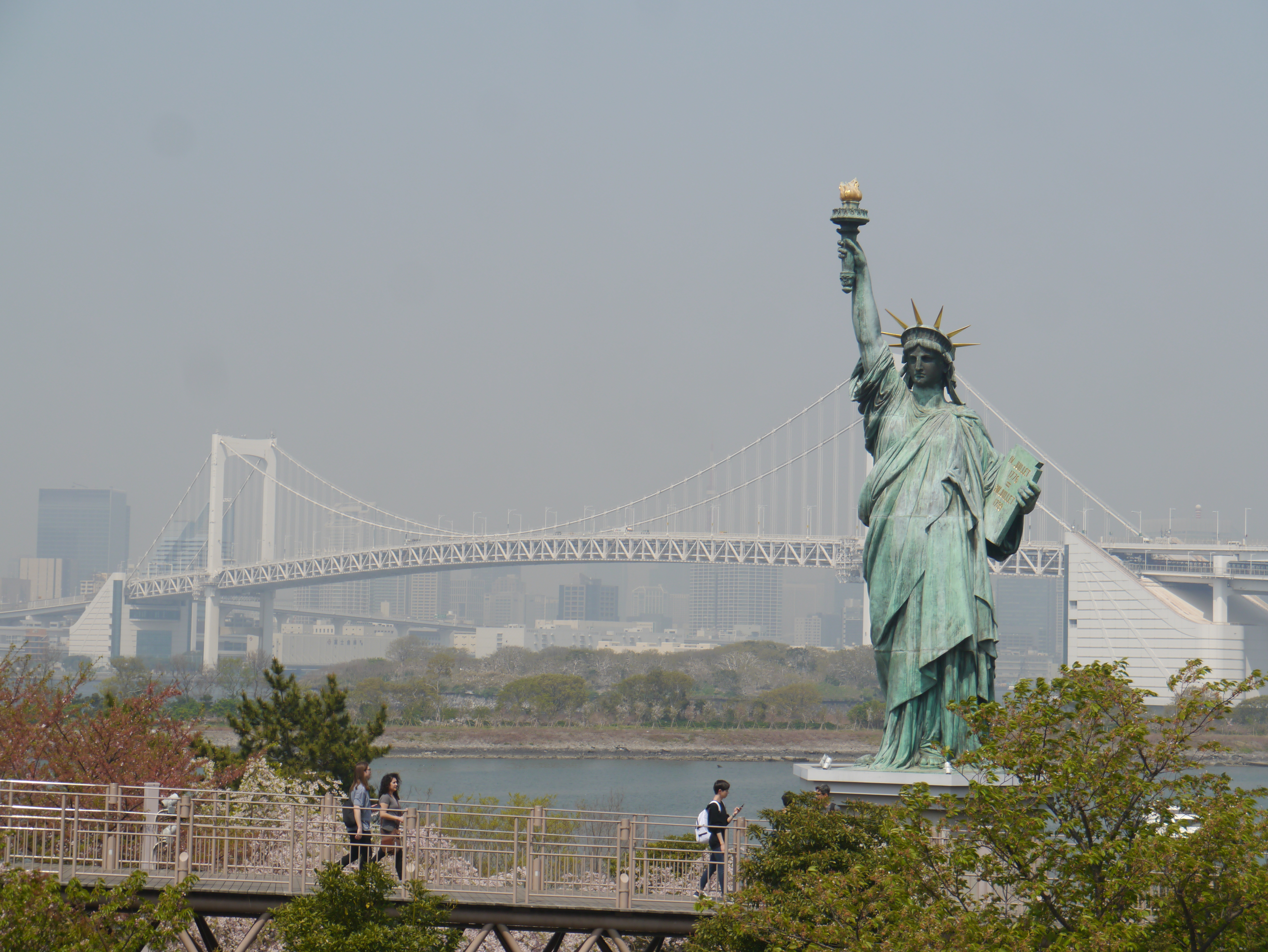
Replika Statuy Wolności
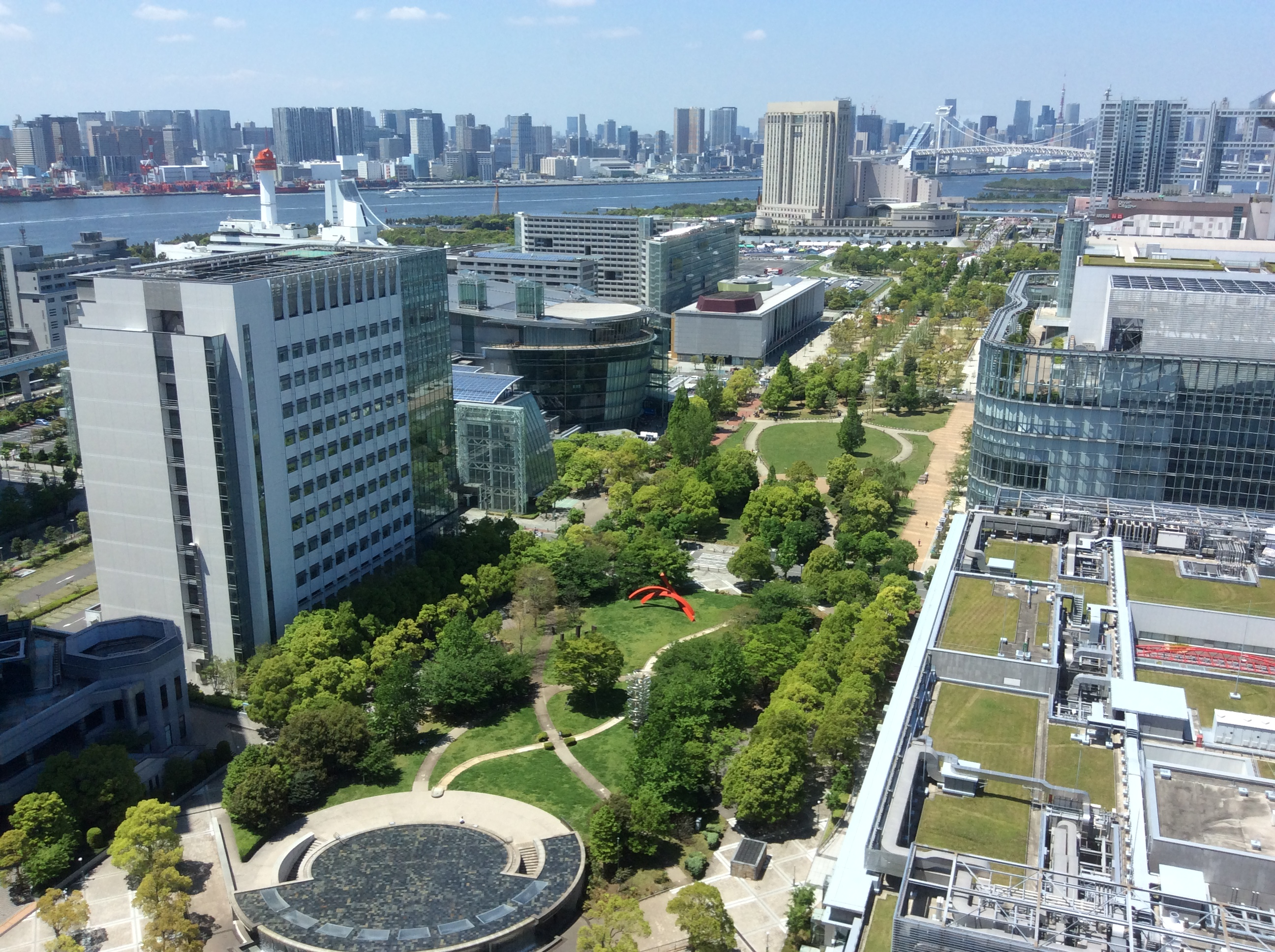
Widok ogólny